# العلاقات الإسرائيلية البلغارية
العلاقات الإسرائيلية البلغارية هي العلاقات الثنائية التي تجمع بين إسرائيل وبلغاريا.

## مقارنة بين البلدين
هذه مقارنة عامة ومرجعية للدولتين:
| وجه المقارنة                                              | إسرائيل                                                             | بلغاريا                                                                             |
| --------------------------------------------------------- | ------------------------------------------------------------------- | ----------------------------------------------------------------------------------- |
| المساحة (كم2)                                             | 20.77 ألف                                                           | 110.99 ألف                                                                          |
| عدد السكان (نسمة)                                         | 8.89 مليون                                                          | 7.08 مليون                                                                          |
| الكثافة السكانية (ن./كم²)                                 | 428.02                                                              | 63.79                                                                               |
| العاصمة                                                   | القدس                                                               | صوفيا                                                                               |
| اللغة الرسمية                                             | اللغة العبرية، اللغة العربية                                        | اللغة البلغارية                                                                     |
| العملة                                                    | شيكل إسرائيلي جديد، شيكل إسرائيلي قديم، جنيه فلسطيني، جنيه إسرائيلي | ليف بلغاري                                                                          |
| الناتج المحلي الإجمالي (بليون دولار)                      | 350.85 مليار                                                        | 56.83 مليار                                                                         |
| الناتج المحلي الإجمالي (تعادل القوة الشرائية) بليون دولار | 306.51 مليار                                                        | 130.99 مليار                                                                        |
| الناتج المحلي الإجمالي الاسمي للفرد دولار أمريكي          | 35.73 ألف                                                           | 8.03 ألف                                                                            |
| الناتج المحلي الإجمالي للفرد دولار أمريكي                 | 36.58 ألف                                                           | 17.21 ألف                                                                           |
| مؤشر التنمية البشرية                                      | 0.899                                                               | 0.782                                                                               |
| رمز المكالمات الدولي                                      | +972                                                                | +359                                                                                |
| رمز الإنترنت                                              | .il                                                                 | .bg، .бг ‏                                                                           |
| المنطقة الزمنية                                           | توقيت إسرائيل، Israel Summer Time ‏                                  | ت ع م+02:00، ت ع م+03:00، أوروبا/صوفيا ‏، توقيت شرق أوروبا، توقيت شرق أوروبا الصيفي ‏ |

## مدن متوأمة
في ما يلي قائمة باتفاقيات التوأمة بين مدن إسرائيلية وبلغارية:
- ترتبط بتاح تكفا مع غابروفو باتفاقية توأمة منذ 2000.[19][19]
- ترتبط إيلات مع سموليان باتفاقية توأمة منذ 1 يوليو 2012.[20][20][21][22]
- ترتبط تل أبيب مع صوفيا باتفاقية توأمة منذ 1980.[23][23][23][23]

## منظمات دولية مشتركة
يشترك البلدان في عضوية مجموعة من المنظمات الدولية، منها:
| علم المنظمة | اسم المنظمة                               | تاريخ انضمام إسرائيل | تاريخ انضمام بلغاريا |
| ----------- | ----------------------------------------- | -------------------- | -------------------- |
|             | الأمم المتحدة                             | 11 مايو 1949         | 14 ديسمبر 1955       |
|             | منظمة التجارة العالمية                    | 21 أبريل 1995        | 1 ديسمبر 1996        |
|             | منظمة الشرطة الجنائية الدولية             | ?                    | ?                    |
|             | المركز الدولي لتسوية المنازعات الاستشارية | 22 يوليو 1983        | 13 مايو 2001         |
|             | الاتحاد الدولي للاتصالات                  | 24 يونيو 1948        | 18 سبتمبر 1880       |
|             | الفريق المعني برصد الأرض                  | ?                    | ?                    |
|             | البنك الدولي للإنشاء والتعمير             | 12 يوليو 1954        | 25 سبتمبر 1990       |
|             | الاتحاد البريدي العالمي                   | ?                    | ?                    |
|             | مؤسسة التمويل الدولية                     | 26 سبتمبر 1956       | 22 يوليو 1991        |
|             | وكالة ضمان الاستثمار متعدد الأطراف        | 21 مايو 1992         | 23 سبتمبر 1992       |
|             | يونسكو                                    | 16 سبتمبر 1949       | 17 مايو 1956         |

## أعلام
هذه قائمة لبعض الشخصيات التي تربطها علاقات بالبلدين:
- جابي أشكنازي (عسكري إسرائيلي، 25 فبراير 1954 – )
- ميرا عوض (11 يونيو 1975[30][31] – )

## وصلات خارجية
- موقع وزارة الخارجية الإسرائيلية
- موقع وزارة الخارجية البلغارية